# Luke Ferrara
Luke Ferrara (ur. 7 stycznia 1993 w Peterborough) – brytyjski hokeista.
Jego bracia James (ur. 1988) i Robert (ur. 1990) także zostali hokeistami.

## Kariera
- Peterborough Phantoms U16 (2004-2009)
- Peterborough Phantoms U19 (2006/2007)
- Peterborough Phantoms U18 (2008-2011)
- Peterborough Phantoms (2009-2014)
  -  Cardiff Devils (2012/2013)
- Sheffield Steelers (2014)
- Peterborough Phantoms (2014-2015)
- Sheffield Steelers (2015-2017)
- Coventry Blaze (2017-2020)
- Boxers de Bordeaux (2020)
- Cracovia (2020-2021)
- Coventry Blaze (2021-)

Wychowanek i wieloletni zawodnik klubu Peterborough Phantoms w rodzinnym mieście. Przez lata grał w klubach z rozgrywek EPIHL i EIHL. W październiku 2020 związał się jednomiesięcznym kontraktem z francuskim zespołem z Bordeaux. Pod koniec listopada 2020 został zawodnikiem Cracovii w Polskiej Hokej Lidze. Po sezonie 2020/2021 powrócił do Coventry Blaze.
Uczestniczył w turniejach mistrzostw świata juniorów do lat 18 edycji 2010, 2011 (Dywizja I), mistrzostw świata juniorów do lat 20 edycji 2012 (Dywizja IA), 2013 (Dywizja IB) i seniorskich mistrzostw świata edycji 2018 (Dywizja IA), 2019 (Elita).

## Sukcesy
Klubowe
- Mistrzostwo EIHL: 2016 (sezon regularny), 2017 (play-off) z Sheffield Steelers
- Srebrny medal mistrzostw Polski: 2021 z Cracovią

Indywidualne
- EIHL (2019/2020):
  - Najlepszy zawodnik tygodnia: 20 października 2019
  - Pierwsze miejsce w klasyfikacji strzelców w sezonie zasadniczym: 33 gole[7][8]
  - Czwarte miejsce w klasyfikacji kanadyjskiej w sezonie zasadniczym: 54 punkty[9]
  - Pierwszy skład gwiazd sezonu[10]